# Kurt Reinhard (Musikwissenschaftler)
Kurt August Georg Reinhard (* 27. August 1914 in Gießen; † 18. Juli 1979 ebenda) war ein deutscher Musikethnologe und Komponist.

## Beruflicher Werdegang

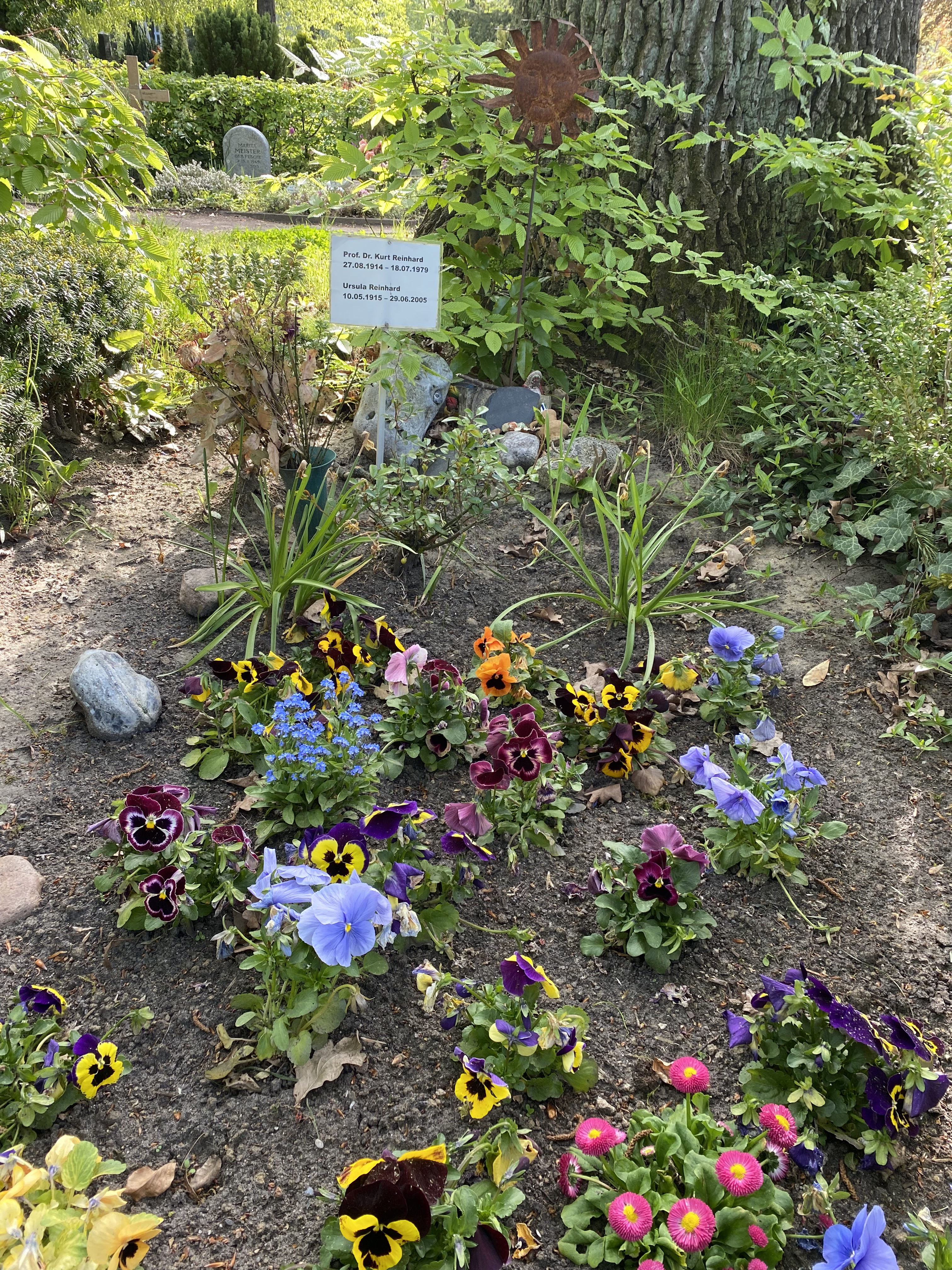
Grabstätte auf dem Friedhof Schöneberg III

Kurt Reinhard studierte Komposition, Musikwissenschaft, Kunstgeschichte und Völkerkunde in Köln, Leipzig und München. 1938 promovierte er in München mit einer Studie über die Musik Birmas. Ab 1939 wurde Reinhard Mitarbeiter in der Instrumentensammlung des Staatlichen Instituts für deutsche Musikforschung in Berlin. Nach Ende des Zweiten Weltkrieges wirkte er als Musikkritiker und leitete von 1947 bis 1952 das Privatmusiklehrer-Seminar am Peters'schen Konservatorium in Berlin. 
1948 wurde er mit Lehrauftrag für Vergleichende Musikwissenschaft an die Freie Universität Berlin berufen und habilitierte sich dort 1950. Von 1952 bis 1968 leitete er das 1963 in Musik-ethnologische Abteilung umbenannte Phonogramm-Archiv am Museum für Völkerkunde Berlin, dem heutigen Ethnologischen Museum. Nachfolger von 1968 bis 1972 wurde sein Schüler Dieter Christensen. 1957 wurde Reinhard an der Freien Universität zum Professor ernannt und leitete dort bis zu seiner Pensionierung im Jahre 1977 die Fachrichtung Vergleichende Musikwissenschaft.
Kurt Reinhard wurde auf dem Berliner Friedhof Schöneberg III beigesetzt.  

## Bedeutung als Musikethnologe
Reinhard befasste sich mit allgemeinen musikethnologischen und instrumentenkundlichen Themen, beschäftigte sich mit der Musik und den Musikinstrumenten Asiens, Ozeaniens, Afrikas und Südamerikas und setzte sich besonders eingehend mit der Musik der Türkei auseinander. 1960 veröffentlichte er eine Klassifikation der Musikinstrumente, in der er die Musikinstrumente nach morphologischen Kriterien in Großregionen gliederte, um die nach ihrer musikalischen Verwendung gleichartigen Instrumente einander näher zu bringen, als es bei der bekannten Hornbostel-Sachs-Systematik der Fall ist. 
Die Türkei bereiste er seit 1955 mehrmals und erforschte deren Volks- und Kunstmusik. Dabei unterstützte ihn seine Frau Ursula Reinhard, die selbst als Forscherin tätig war und ihrem Mann vor allem in den fremdsprachlichen und literarischen Belangen seiner Forschungen zur Seite stand. Sie führte einige Arbeiten Kurt Reinhards nach dessen Tod weiter. So erschien 1984 schließlich postum eine erste und maßstabsetzende deutschsprachige Monographie der türkischen Musik in zwei Bänden. 1973 wurde Kurt Reinhard von der türkischen Regierung für seine Verdienste um die Erforschung der türkischen Musik ausgezeichnet.

## Werke

### Musikwissenschaftliche Schriften (Auswahl)
- Die Musik Birmas. Schriftenreihe des Musikwissenschaftlichen Seminars der Universität München V, Würzburg 1939.[4]
- Die Musik exotischer Völker. Berlin 1951.[4]
- Chinesische Musik. Kassel, Eisenach 1956.[4]
- Beiträge zu einer neuen Systematik der Musikinstrumente. Mf XIII, 1960.[4]
- Türkische Musik. In: Veröffentlichungen des Museums für Völkerkunde. Band IV, 1, Berlin 1962.[5]
- mit Ursula Reinhard: Auf der Fiedel mein… Volkslieder von der osttürkischen Schwarzmeerküste. In: Veröffentlichungen des Museums für Völkerkunde. Band XIV, 3, 1968.[5]
- Einführung in die Musikethnologie. In: Beiträge zur Schulmusik. Band XXI, Wolfenbüttel 1968.[5]
- mit Ursula Reinhard: Turquie. In: Les traditions musicales. Band IV, Paris 1969.[5]
- Zwanzig Jahre Wiederaufbau des Berliner Phonogramm-Archivs. In: Jahrbuch für musikalische Volks- und Völkerkunde. Band VI, 1972.[5]
- Grundlagen und Ergebnisse der Erforschung türkischer Musik. In: AMI. Band XLIV, 1972.[5]
- Bemerkungen zu den Aşık, den Volkssängern der Türkei. Asian Music, 1975, S. 189–206.[6]
- Die Musikpflege türkischer Nomaden. In: Zeitschrift für Ethnologie. 1975, S. 115–124.[6]
- mit Ursula Reinhard in der Reihe Taschenbücher zur Musikwissenschaft. Heinrichshofen, Wilhelmshaven 1984.
  - Musik der Türkei. Die Kunstmusik. ISBN 3-7959-0425-0.
  - Musik der Türkei. Die Volksmusik. ISBN 3-7959-0426-9.

Des Weiteren schrieb Kurt Reinhard viele Beiträge vorrangig zur Volksmusik und Kunstmusik der Türkei.

### Kompositionen (Auswahl)
- Spielmusik für Fl. und 3 Streicher. 1936.[4]
- Thema mit sechs Variationen für Fl. und Streichorch. 1936.[4]
- III. Klavierkonzert. 1947.[4]

Des Weiteren schrieb er Kammermusik, Lieder und Gesänge, Männerchöre und Kantaten.